# Taupe du Caucase
Talpa caucasica
Espèce
Statut de conservation UICN

 LC  : Préoccupation mineure
La taupe du Caucase (Talpa caucasica) est une espèce de mammifères appartenant à la famille des Talpidés (Talpidae). On rencontre cette taupe en Eurasie, autour de la mer Noire.

## Habitat et répartition

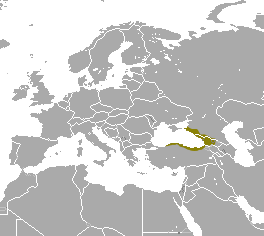
Carte de répartition en Eurasie

Talpa caucasica est un animal terrestre.
C'est une taupe est originaire du pourtour de la mer Noire, côté Est : Arménie, Géorgie, Iran, Russie et Turquie.

## Classification
Cette espèce a été décrite pour la première fois en 1808 par le zoologiste russe Konstantin Alexeevitsch Satunin (1863-1915). 
Classification plus détaillée selon le Système d'information taxonomique intégré (SITI ou ITIS en anglais) :
 Règne : Animalia ; sous-règne : Bilateria ; infra-règne : Deuterostomia ; Embranchement : Chordata ; Sous-embranchement : Vertebrata ; infra-embranchement : Gnathostomata ; super-classe : Tetrapoda ; Classe : Mammalia ; Sous-classe : Theria ; infra-classe : Eutheria ; ordre : Soricomorpha ; famille des Talpidae ; sous-famille des Talpinae ; tribu des Talpini ; genre Talpa.
Traditionnellement, les espèces de la famille des Talpidae sont classées dans l'ordre des insectivores (Insectivora), un regroupement qui est progressivement abandonné au XXIe siècle.

### Synonymes
Synonymes scientifiques :
- Talpa coeca caucasica Satunin, 1908
- Talpa coeca orientalis Ognev, 1926

### Liste des sous-espèces
Selon Mammal Species of the World (version 3, 2005)  (14 octobre 2015) et Catalogue of Life (14 octobre 2015) :
- sous-espèce Talpa caucasica caucasica Satunin, 1908 ;
- sous-espèce Talpa caucasica ognevi Stroganov, 1944 ;
- sous-espèce Talpa caucasica orientalis Ognev, 1926.